# Coulans-sur-Lizon
Coulans-sur-Lizon era una comuna francesa que estaba situada en el departamento de Doubs, de la región de Borgoña-Franco Condado, que el 1 de enero de 2025 pasó a formar parte de la comuna nueva de Éternoz-Vallée-du-Lison como comuna delegada.

## Historia
En 1973 pasó a ser una comuna asociada de la comuna de Éternoz.

## Demografía
| Gráfica de evolución demográfica de Coulans-sur-Lizon entre 1800 y 1968 |
|                                                                         |

Los datos demográficos contemplados en este gráfico de la comuna de Coulans-sur-Lizon se han cogido de 1800 a 1968 de la página francesa EHESS/Cassini, y los demás datos de la página del INSEE.